# Acanalonia concinnula
Acanalonia concinnula är en insektsart som beskrevs av Fowler 1900. Acanalonia concinnula ingår i släktet Acanalonia och familjen Acanaloniidae. Inga underarter finns listade i Catalogue of Life.